# Palazzo Chiaramonte-Steri

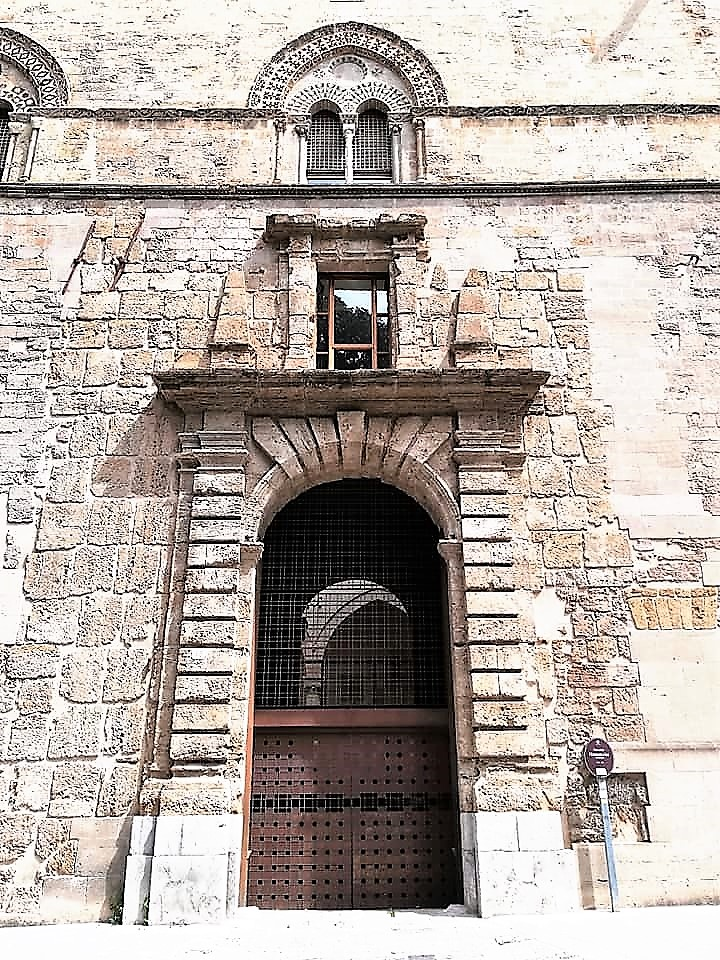
Portale di Piazza Marina.

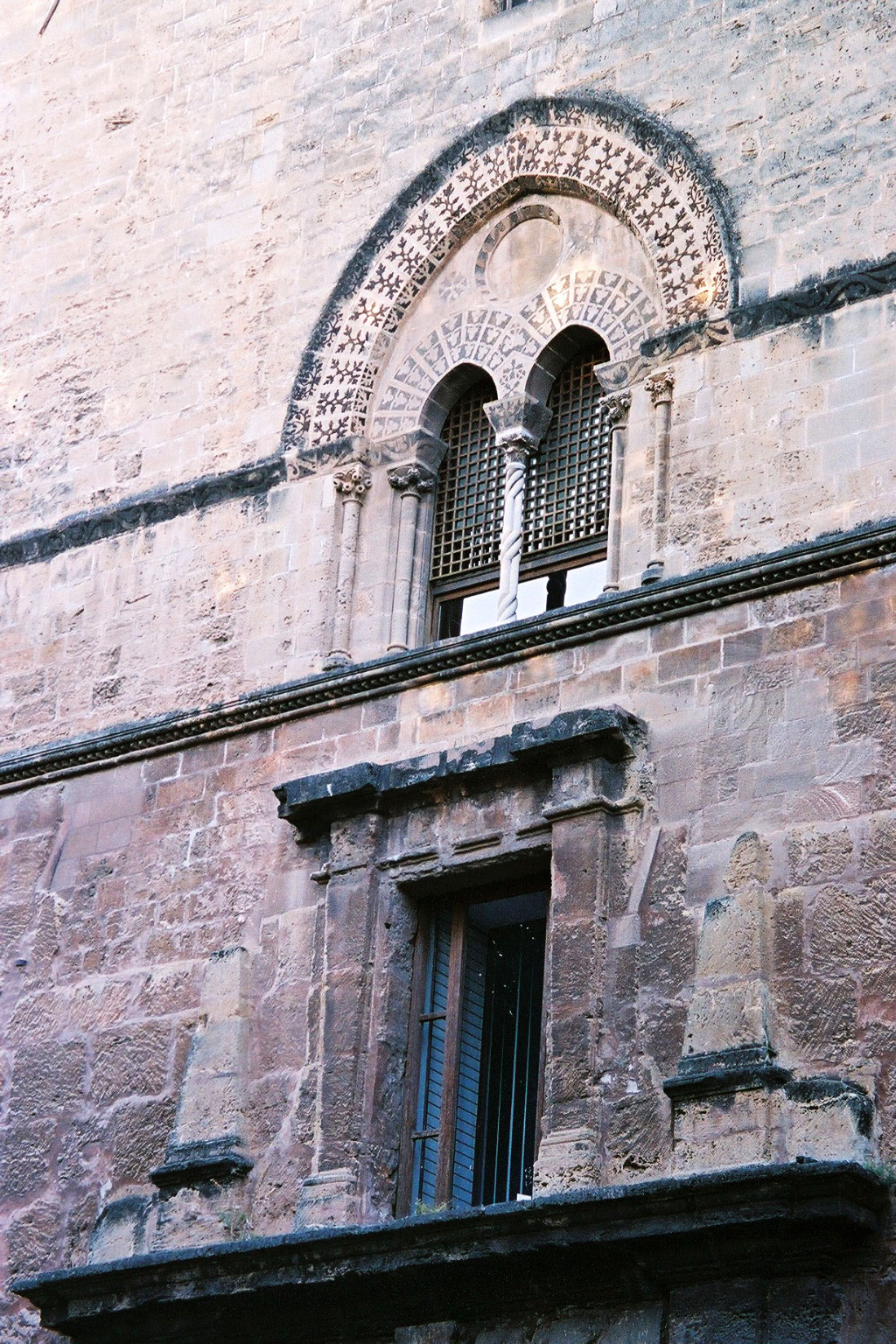
Bifore con tarsie in pietra lavica.

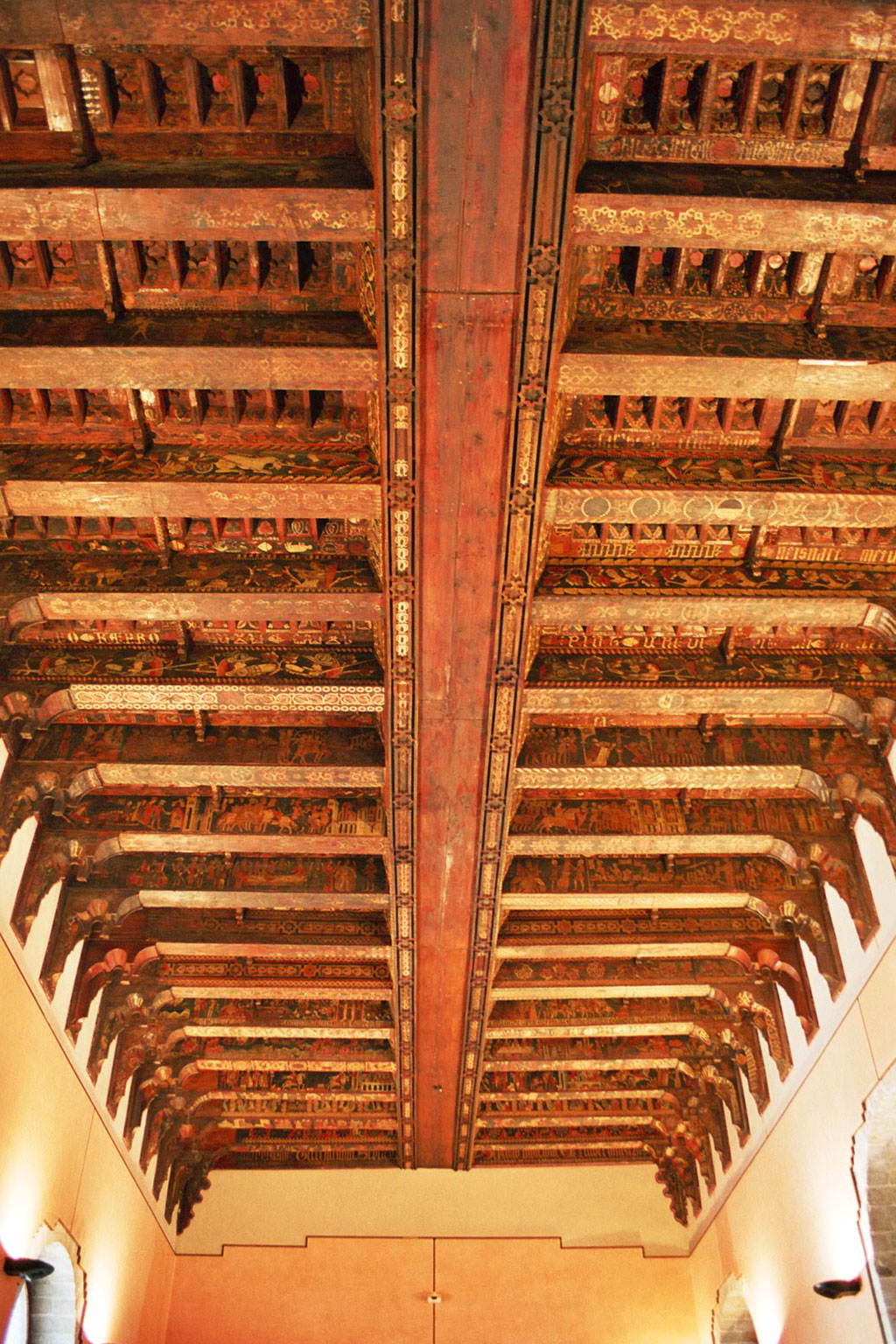
Soffitto ligneo nella Sala Magna o Sala dei Baroni.

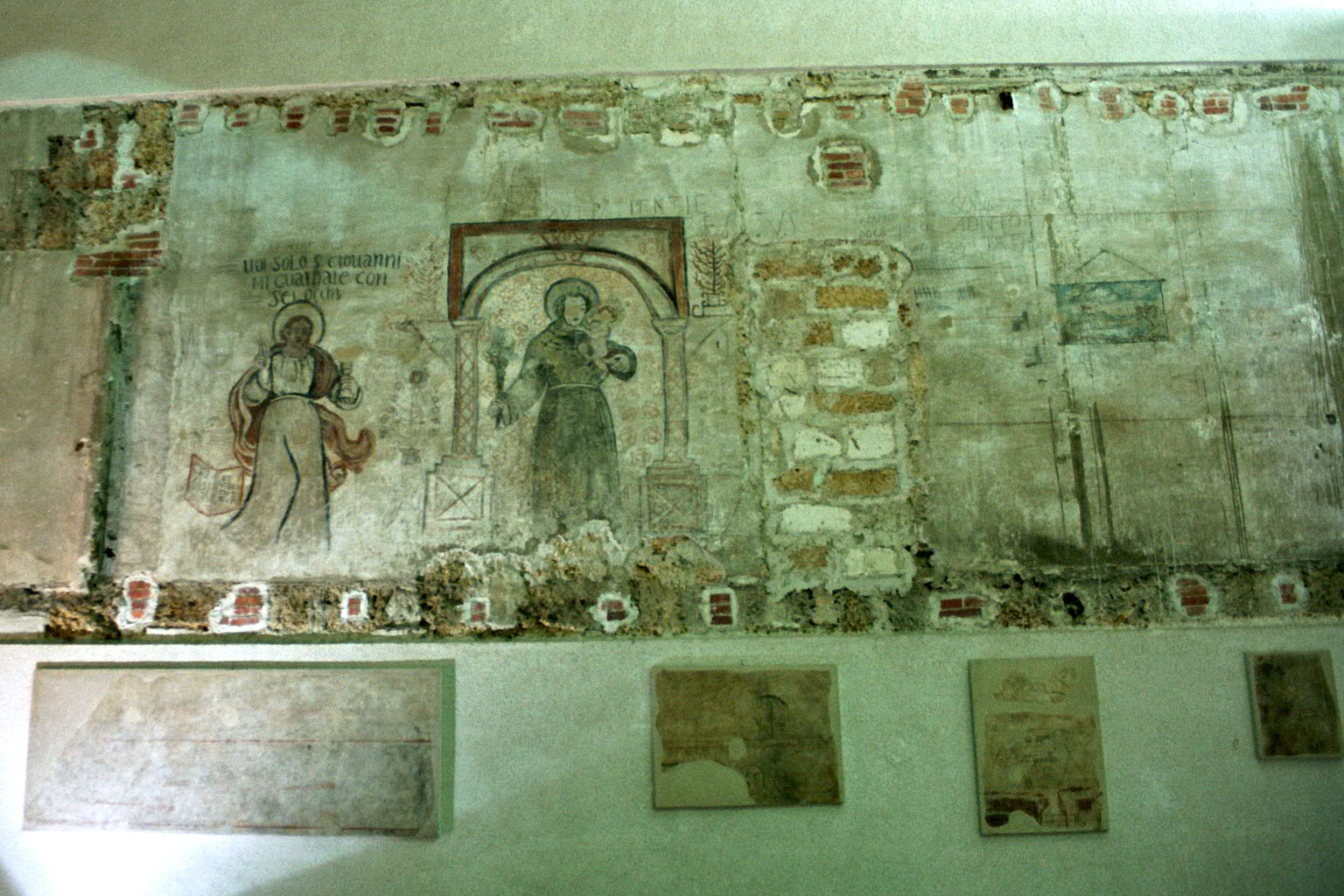
Graffiti nella Sala delle udienze.

Il Palazzo Chiaramonte (detto anche Steri, da Hosterium, palazzo fortificato), si trova in Piazza Marina a Palermo. Fu residenza reale con i sovrani aragonesi e successivamente sede palermitana dell'Inquisizione siciliana e dagli anni '50 è sede del rettorato dell'Università degli Studi di Palermo.

## Storia

### Dal completamento della costruzione fino al XV secolo
(Epigrafe commissionata da Manfredi III Chiaramonte presente all'esterno del palazzo.)
Il palazzo completato nelle strutture nel 1307, fu la grande dimora di Manfredi I Chiaramonte, esponente di spicco della potente famiglia dei Chiaramonte, conte dell'immenso feudo di Modica, detto "Regnum in Regno" per i privilegi concessi, proprietario di gran parte delle terre ubicate sulla direttrice per Agrigento, Capitano Giustiziere di Palermo, Ammiraglio,Ufficiale, Sottufficiale, Maresciallo, Tenente del Regno. Edificato solitario sulle terre paludose del convento di Santa Maria di Ustica e di Sant'Onofrio alla Kalsa, fu denominato Hosterium Magnum (costruzione fortificata). Per le istituzioni ospitate nel tempo fu appellato Palazzo dei Tribunali o Palazzo dell'Inquisizione o Osterio, nella forma contratta locale, semplicemente Steri. Per l'importanza ricoperta contaminò la stessa definizione araba del quartiere Kalsa, chiamato in alternativa col termine a noi più contemporaneo di mandamento dei Tribunali.
Manfredi, massimo rappresentante della fazione latina avversa alla catalana, assieme ai Ventimiglia conti di Geraci, agli Alagona conti di Agosta e ai Peralta conti di Caltabellotta, si spartì politicamente e territorialmente l'intera isola. Nucleo imparentato con le famiglie Incisa, Moncada, Rosso, Santostefano, Prefolio, Palizzi e Sclafani tramite il cognato Matteo Sclafani, antagonista per idee politiche sebbene normanno di discendenza. Casato talmente influente nella capitale che la stessa debole dinastia degli Aragona subordinava la presenza in città al suo consenso, pertanto, i reali limitavano la dimora per le brevi parentesi istituzionali, delegando i dignitari preposti e trascorrendo lunghi periodi di soggiorno nelle più ospitali e familiari regge di Messina e Catania. Infatti quasi tutti i membri dei reali aragonesi del Regno di Sicilia sono sepolti nella cattedrale e chiesa di San Francesco all'Immacolata di Catania, nella cattedrale e chiesa di San Francesco all'Immacolata di Messina e in altri luoghi di culto di località minori.
Nel 1392 re Martino il Giovane, il cui matrimonio con Maria di Sicilia aveva rinsaldato il legame tra gli Aragona di Sicilia e il primitivo ramo iberico, forte dell'innata determinazione e dell'appoggio paterno, punisce l'atto di ribellione del fiero e disinvolto oppositore Andrea Chiaramonte, discendente ed erede di Manfredi III Chiaramonte con la decapitazione, sentenza eseguita in Piazza Marina. Con il fallimento del piano stipulato col Giuramento di Castronovo e la scomparsa di Andrea, si annienta l'opposizione e l'avversione verso Casa d'Aragona, si estingue il casato dei Chiaramonte e con la confisca di tutti i beni assegnati ai Moncada, il re elegge il palazzo a dimora reale. Per tale destinazione d'uso furono ridotti gli ambienti destinati a Tribunale, che prima erano stanziati presso la reggia di Castellammare, secondo il privilegio concesso da Federico III di Sicilia. 
Nel 1412 la regina Bianca di Navarra vi si rifugiò scappando da Siracusa per fuggire alle persecutorie brame amorose di Bernardo Cabrera, conte di Modica, e da qui ripetutamente ossessionata, alla volta del castello di Solanto attraverso La Cala.
Dal 1468 al 1517 fu residenza dei viceré di Sicilia, i quali si prefiggevano di rinnovare il più capiente e prestigioso Palazzo Reale.

### Dal XVI al XVIII secolo
La dimora fino al 1517 ospitò un solo viceré di Sicilia nella persona di Ettore Pignatelli, duca di Monteleone. Nel 1523 fu teatro delle fasi finali della Congiura dei fratelli Imperatore, uno dei primi moti insurrezionali scoppiati con lo scopo di strappare la Sicilia alla Spagna e affidarla a Marcantonio Colonna. Tentativo fallito e culminato con la tortura dei congiurati, dove fu giustiziato Federico Abbatellis, conte di Cammarata, proprietario del palazzo omonimo contiguo allo Steri.
Nel 1598 il tribunale per l'amministrazione della giustizia ordinaria fu trasferito a Palazzo Reale mentre in esso dal 1600 al 1782 s'insedio il tribunale dell'inquisizione con lo spaventoso Carcere dei Penitenziati predisposto da Filippo III contenente le celle denominate filippine.

### Dal XVIII al XIX secolo
Il Tribunale della Santa Inquisizione fu chiuso nel 1782 dal Viceré di Sicilia Domenico Caracciolo, marchese di Villamaina, il quale fece dare alle fiamme l'archivio segreto e gli strumenti di tortura. Per qualche anno fu sede del Rifugio dei Poveri di San Dionisio e in seguito della Regia Impresa del Lotto.
Dal 1800 al 1958 il palazzo ospitò nei piani superiori gli Uffici Giudiziari e, al pianoterra, gli uffici della Regia Dogana.

### Epoca moderna
Restaurato negli anni cinquanta dall'architetto Carlo Scarpa e da altri architetti palermitani, vi è stata quindi trasferita dall'ex convento dei Teatini la sede del Rettorato dell'Università di Palermo.
Il restauro novecentesco fu assai contestato. Il primo responsabile dei lavori, l'architetto Giuseppe Spatrisano, lasciò l'incarico in polemica con altri professionisti palermitani, per la loro decisione di eliminare alcuni tra i segni fondamentali della storia del Palazzo, come la Scala dei Baroni, l'antico orologio, la piattaforma dei condannati, le gabbie interne, e tutto ciò che in qualche maniera potesse ricordare i suoi orribili trascorsi, legati all'Inquisizione.

## Stile

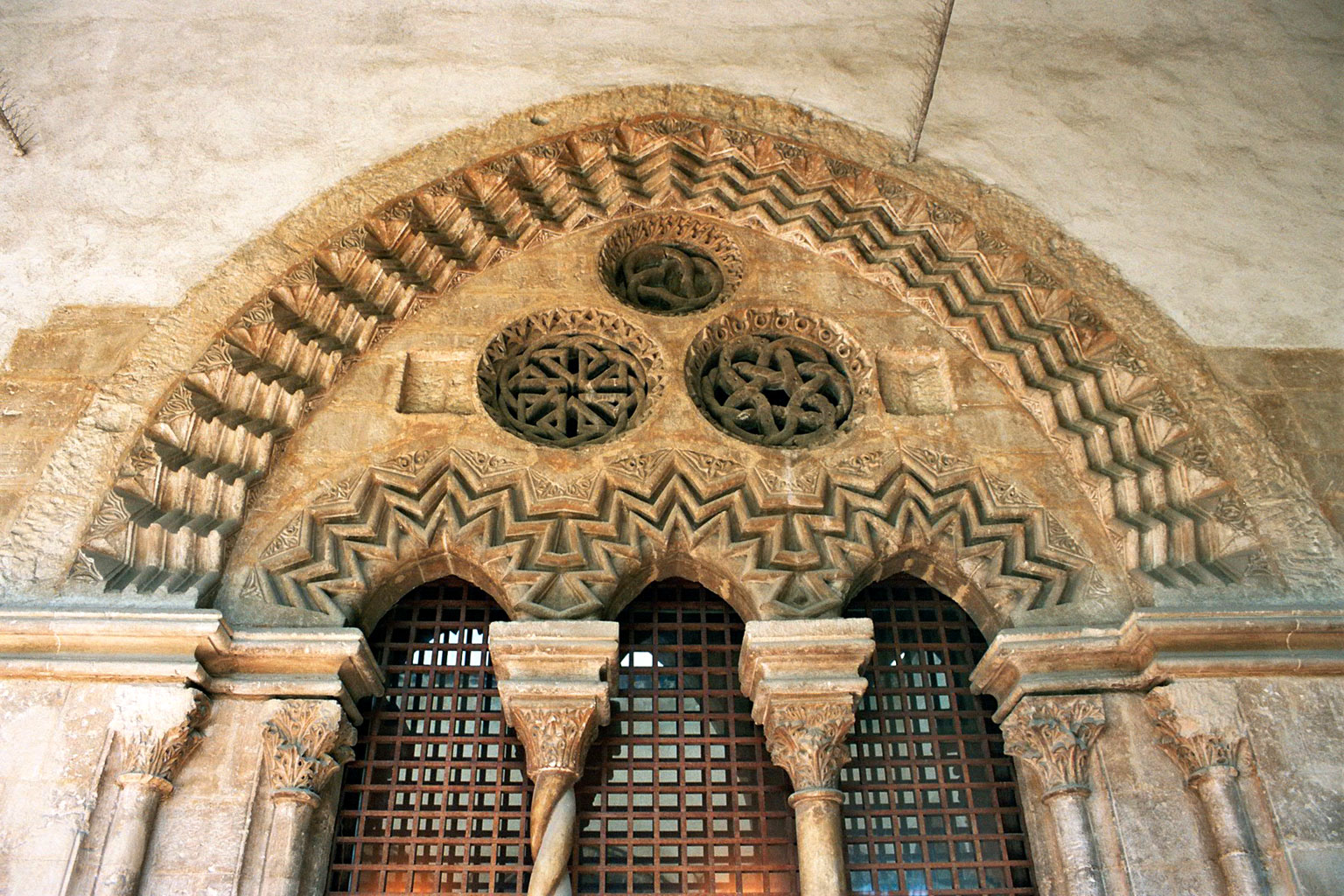
Trifora con rosoni, girali e decorazione a zig zag.

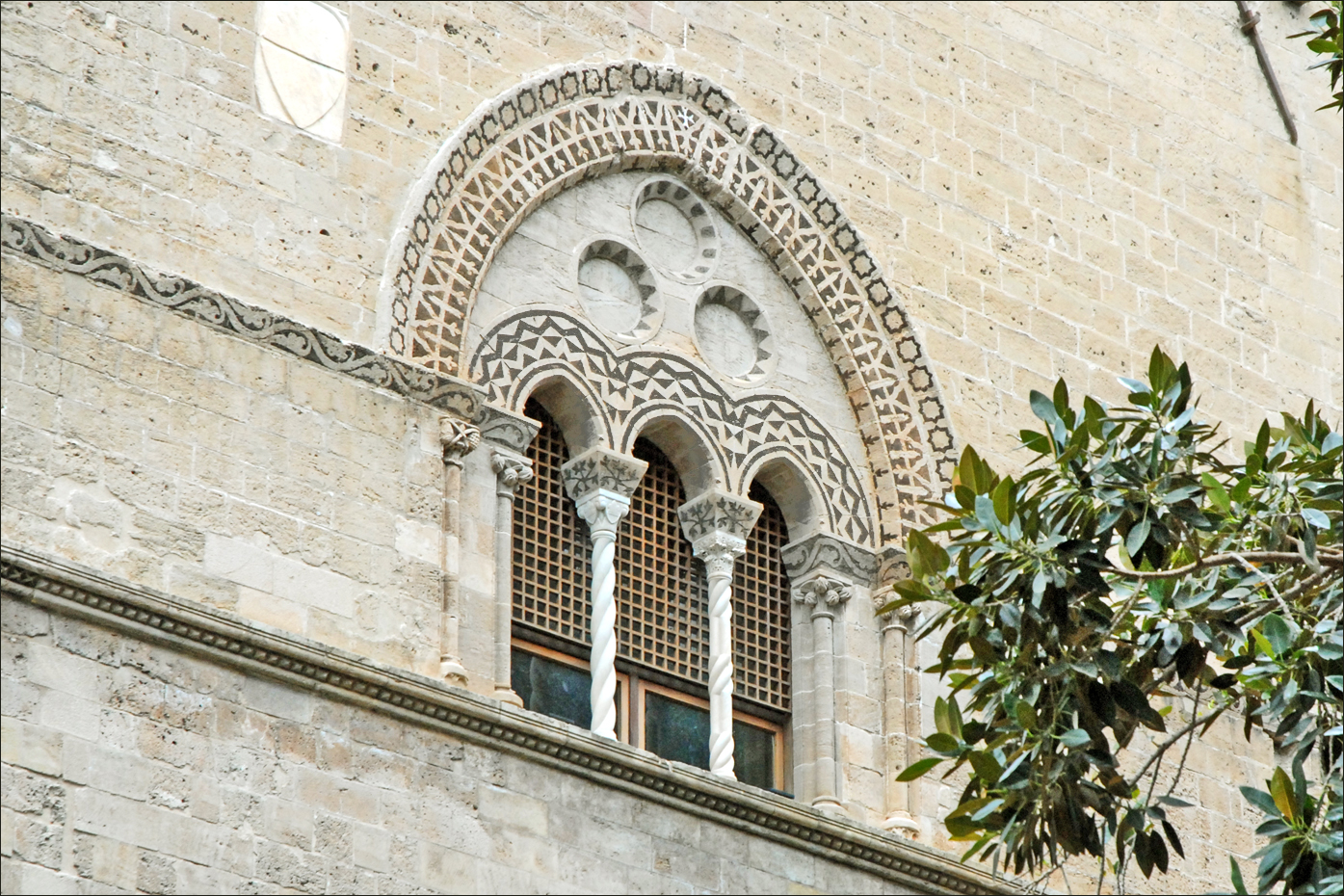
Trifora con decorazioni a tarsie laviche.

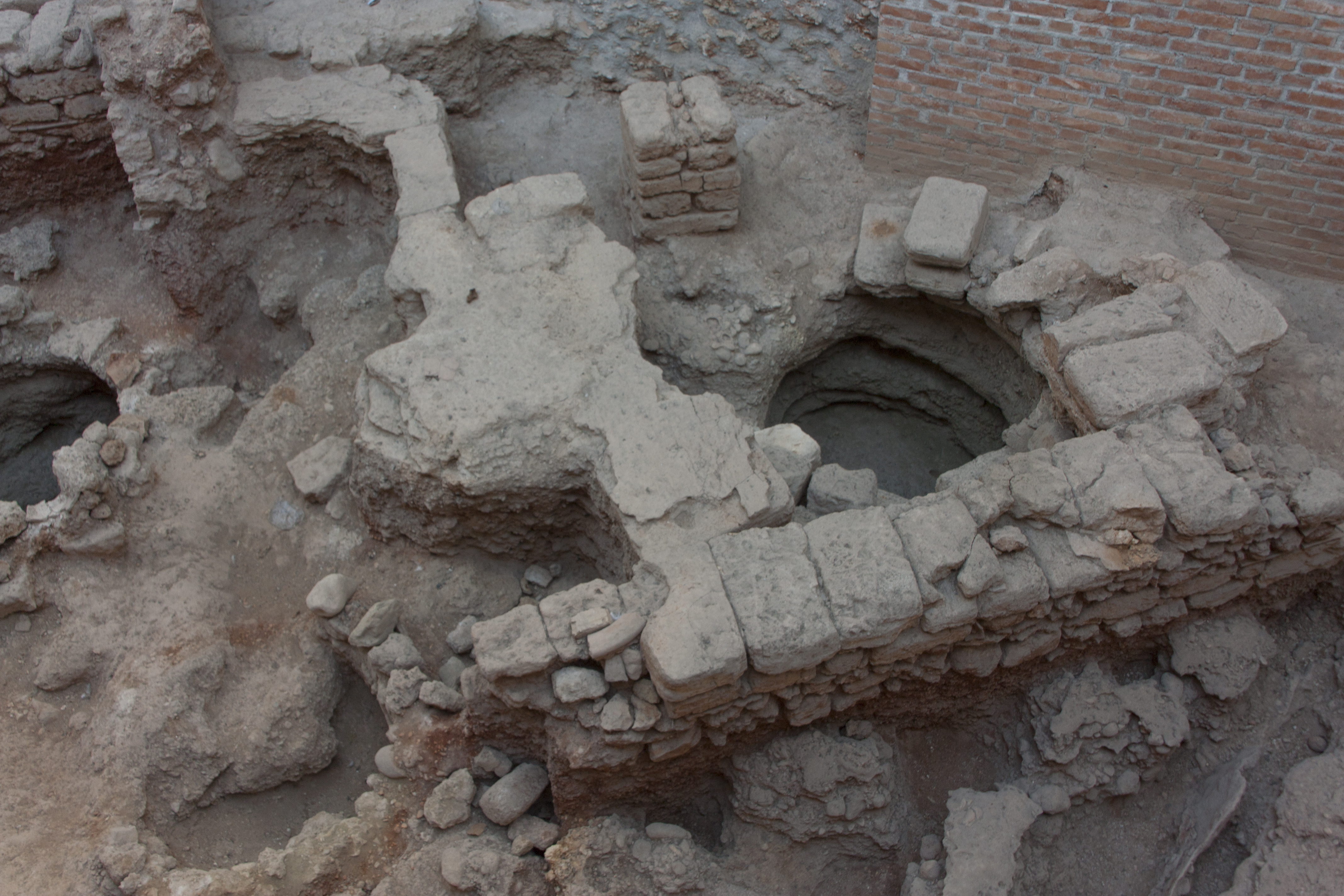
Scavi con reperti d'epoca araba.

Manifestazione esemplare di stile chiaramontano derivato dal singolare innesto di forme normanne e gotiche, amalgamate in un'arte e in un contesto esclusivamente siciliani di palazzo signorile, dimora regia, sede dei governanti, regia dogana, tribunale di giustizia, decorato da torri con merli e orologio a campana, con prospetti e sale interne arricchiti da numerose targhe e stemmi con le armi dei Chiaramonte, locali per la Dogana ubicati in basso e uffici del tribunale al piano nobile.
Di pianta quadrata e massiccia volumetria, il palazzo segna il passaggio fra il castello medievale e il palazzo patrizio, Tommaso Fazello lo documenta perfezionato nel 1320 e abbellito con pitture commissionate da Manfredi III Chiaramonte nel 1380. La rigorosa cortina muraria esterna è impreziosita da bifore e trifore decorate con tarsie in pietra lavica. Durante il restauro della facciata inoltre sono venuti alla luce i solchi lasciati dalle pesanti gabbie appese destinate all'esposizione delle teste dei baroni ribelli a re Carlo V d'Asburgo. Studiosi, durante gli attuali restauri, hanno individuato un passaggio segreto che dalle celle conduceva direttamente alla Stanza dell'Inquisitore.
Un'altra scoperta significativa riguarda l'esistenza di un edificio monumentale sotterraneo di sette metri di lunghezza con una imponente copertura con volte a crociera, marcate da poderosi costoloni. L'edificazione di questa struttura si pone nel primo quarto del XIV secolo e all'interno sono stati recuperati reperti e graffiti anteriori di tre secoli.
Ambienti di rilievo:
- Sala Magna o Sala dei Baroni,
- Sala dei Viceré,
- Sala delle Capriate,
- Sala delle Armi,
- Sala delle Udienze,
- Scala dei Baroni,[2]
- Stanza dell'Inquisitore,
- Carcere dei Penitenziati.

Nel cortile interno il portico sottostante e loggiato superiore arricchito da bifore e trifore dalle caratteristiche decorazioni ad intarsio. Aggregata all'insieme la trecentesca Cappella di Sant'Antonio Abate alla Dogana.

## Sala Magna
La Sala Magna o La Magna Sala dei Baroni, risplende dei dipinti del soffitto ligneo eseguito fra il 1377 e il 1380, realizzato da Cecco di Naro, Simone da Corleone e Pellegrino Darena da Palermo. Nelle rappresentazioni vanno rilevate le tracce di quel vastissimo repertorio figurativo che, per i temi moralistici e didascalici, rivela un'immagine fedele della società isolana del Trecento. Fra i tanti temi trattati, i tornei cavallereschi, l'esaltazione della donna e la rivisitazione del passato nel suo momento di massima esaltazione epica e romanzesca: un repertorio d'immagini e di motivi decorativi. Tra i più rilevanti motivi figurativi si riscontrano quelli legati al ciclo arturiano è quello carolingio.

## Il polo museale

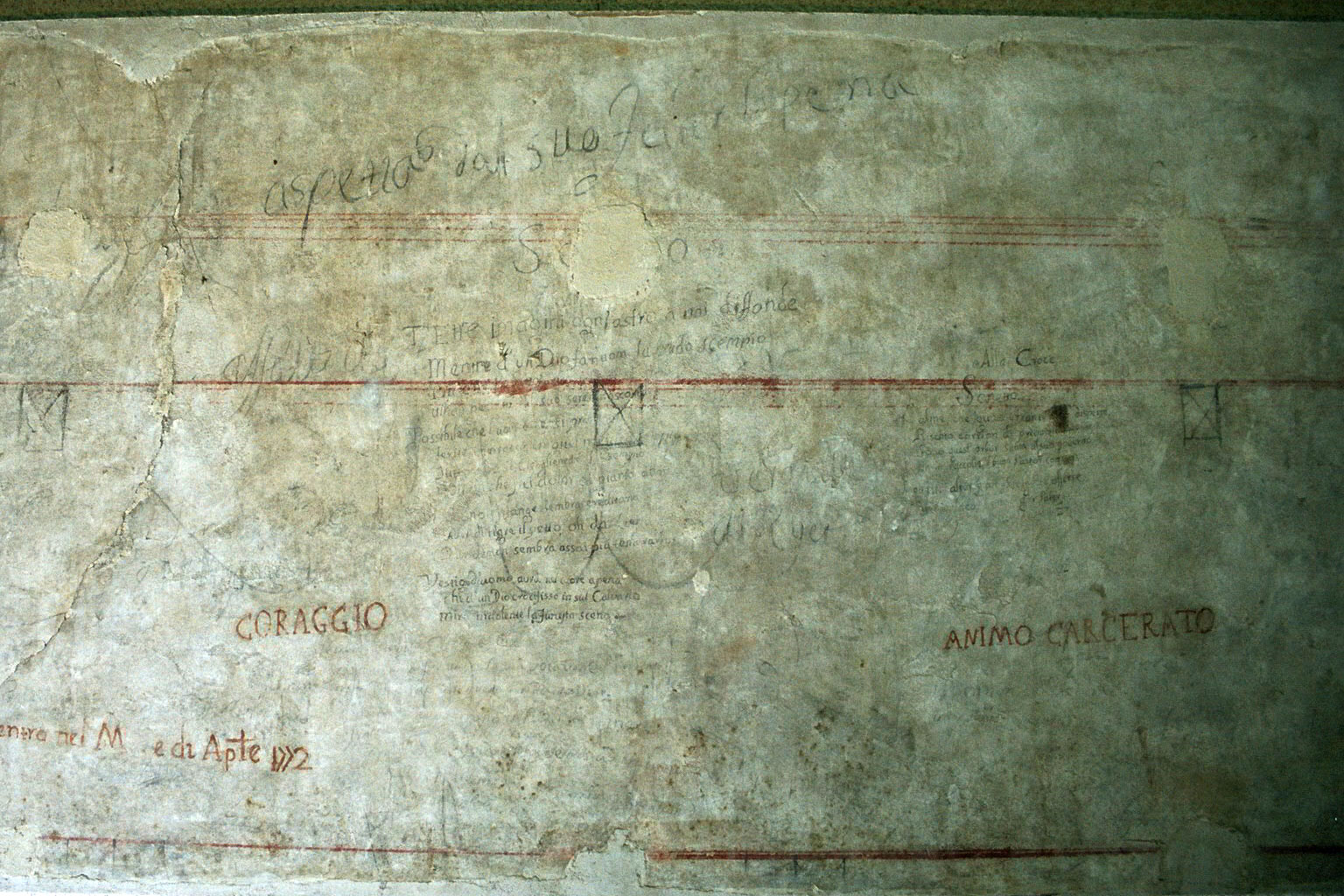
Iscrizioni dei detenuti.

Nelle prigioni dello Steri, rimangono preziosi graffiti dei carcerati, testimonianza unica delle sofferenze patite sotto quella istituzione dell'Ancien Régime.
All'interno del complesso è nato un polo museale, una scelta legata anche ai recenti rinvenimenti. In tre delle celle al piano terra, che ospitavano le recluse, sono infatti venuti alla luce nuovi graffiti completamente sconosciuti: disegni di figure umane e invocazioni delle prigioniere accusate di stregoneria. Sulla natura e sugli scopi del polo museale è in atto un dibattito, tra chi vorrebbe dedicarlo all'Inquisizione, e chi, invece, vorrebbe fare dello Steri un Museo della Shoah siciliana, che in seguito all'editto di Ferdinando e Isabella di Castiglia (1492) provocò, tra gli ebrei isolani, migliaia di morti (uccisi dall'Inquisizione e in numerosi pogrom) e l'esodo di decine di migliaia di persone.
I graffiti sono venuti fuori, sotto l'intonaco, nel corso dei lavori di restauro dell'intero complesso. Oltre alla scritta in dialetto è affiorato parte di un dipinto raffigurante la prua di una nave e un inquisitore con il campanaccio in mano. Tra essi, alcune tra le pochissime testimonianze della presenza ebraica nell'isola.
Negli anni Settanta è stato oggetto di un restauro ad opera dell'architetto Roberto Calandra con la consulenza di Carlo Scarpa (fino al 1978, anno della sua scomparsa), oggi è sede del rettorato dell'Università di Palermo. 

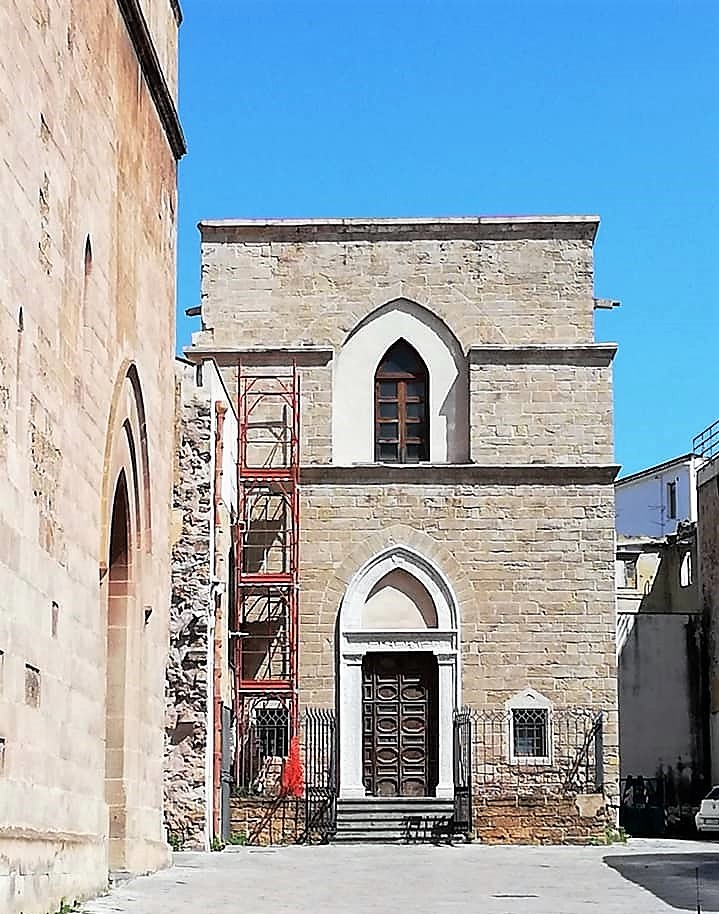
Chiesa di Sant'Antonio Abate alla Dogana.

All'interno del palazzo è custodito il celebre dipinto Vucciria di Renato Guttuso.

## Chiesa di Santa Maria di Ustica e di Sant'Onofrio
Chiesa e convento di Santa Maria di Ustica e di Sant'Onofrio.

## Chiesa di Sant'Antonio Abate alla Dogana

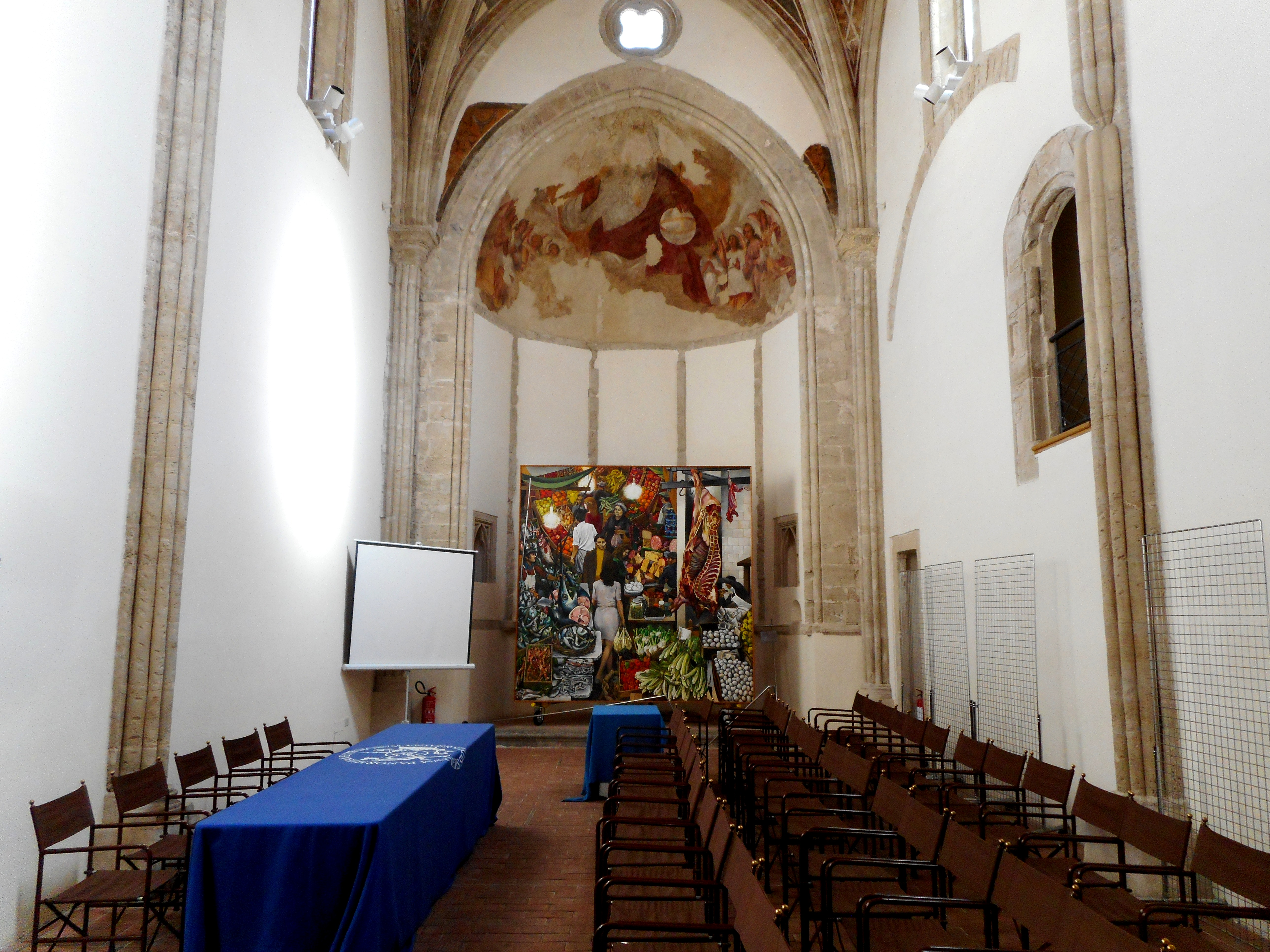
Interno di Sant'Antonio Abate

Luogo di culto coperto con volte costolonate e portale quattrocentesco, edificato da Manfredi Chiaramonte come cappella privata di famiglia.

## Piazza della Marina
Nella antistante piazza della Marina, si celebravano gli Auto da Fé o Atti di fede. Gli Auto da Fé erano grandiose e pompose cerimonie pubbliche in occorrenza delle quali erano approntati palchi per le autorità, per il clero, per l'aristocrazia e platee per il popolo. Manifestazioni similari si svolgevano presso il piano della Cattedrale, dei Bologni, di San Domenico, della Loggia, della Vucciria vecchia. Le sentenze della Santa Inquisizione si svolgevano al piano della Marina, di Sant'Erasmo o dell'Ucciardone, alcune esecuzioni sono documentate in piazza Vigliena, le pubbliche fustigazioni si eseguivano girando per le vie della città accompagnate dal rullo dei tamburi.